# Ingeniero Silveyra
Ingeniero Silveyra ou Ingeniero Silveira é uma localidade do partido de Chacabuco, da Província de Buenos Aires, na Argentina.